# Benedicto Barbero
Benedicto Teodoro Barbero Bermejo (Serradilla, Cáceres, 15 de abril de 1879-Don Benito, Badajoz, 30 de septiembre de 1936) fue un sacerdote español, mártir de la iglesia católica. En 2015 se abrió una causa para su canonización.

## Biografía
Nació en 1879 en Serradilla, provincia de Cáceres, en una familia de gran vocación religiosa. Sus padres fueron Demetrio Barbero Álvarez y María Guadalupe Bermejo Obispo, quienes tuvieron cinco hijos. 
Cursó sus estudios en el Seminario de Plasencia, el Seminario de Coria, y en la Universidad de Salamanca donde obtuvo la licenciatura en teología.
Ejerció de profesor de metafísica, vicerrector y rector del seminario de Plasencia, párroco de Cristina (Badajoz) y de Don Benito (Badajoz), coadjutor de Miajadas (Cáceres) y notario del Concilio Provincial de Toledo.
Fundó la Juventud Católica en Don Benito en 1933  y fue nombrado, junto al deán y secretario del prelado, José Polo Benito, para ejecutar el estudio del Centro Católico de Plasencia.
Fue víctima religiosa en la guerra Civil Española y fusilado en las tapias del cementerio de Don Benito, el 30 de septiembre de 1936. En 2015 se abrió una causa para su canonización.